# Албрехт Кристоф фон Дона-Шлобитен-Лайстенау
Албрехт Кристоф фон Дона-Шлобитен-Лайстенау (на немски: Albrecht Christoph von Dohna-Schlobitten-Leistenau) е бургграф и граф на Дона-Шлобитен-Лайстенау, свободен племенен господар на Вартенберг и полковник-лейтенант.

## Биография
Роден е на 23 септември 1698 година в Берлин. Той е големият син (от четиринадесет деца) на генерал-фелдмаршал, дипломат, бургграф и граф Александер фон Дона-Шлобитен (1661 – 1728) и първата му съпруга графиня и бургграфиня Емилия (Амалия) Луиза фон Дона-Карвинден (1661 – 1724, дъщеря на граф и бургграф Кристоф Делфикус фон Дона-Карвинден (1628 – 1668) и графиня Анна от Корсхолм-Васа (1620 – 1690). Брат е на Александер Емилиус (1704 – 1745, убит), полковник, женен на 5 януари 1738 г. за принцеса София Шарлота фон Шлезвиг-Холщайн-Зондербург-Бек (1722 – 1763), дъщеря на херцог Фридрих Вилхелм II фон Шлезвиг-Холщайн-Зондербург-Бек, на Урсула Анна (1693 – 1737), омъжена на 16 април 1713 г. за граф Фердинанд Кристиан фон Липе-Детмолд (1668 – 1724), и на София Вилхелмина (1697 – 1754), омъжена на 16 декември 1721 г. в Кьонигсберг за бургграф и граф Фридрих Лудвиг фон Дона-Карвинден (1694 – 1749).
Баща му Александер фон Дона-Шлобитен се жени втори път на 25 декември 1725 г. в Райхертсвалде за бургграфиня и графиня Йохана София фон Дона-Лаук (1682 – 1735).
Албрехт Кристоф фон Дона-Шлобитен-Лайстенау е полковник-лейтенант и до 1728 г. командир на инфантерия-регимент, след това главен дворцов-майстер на пруската кралица София Доротея, съпруга на крал Фридрих Вилхелм I Пруски.
Умира на 3 май 1752 г. в Берлин на 53-годишна възраст.

## Фамилия
Първи брак: на 2 септември 1721 г. в Замрот се жени за графиня Амелия Елизабет фон Липе-Детмолд (* 2 ноември 1698, Лемго; † 6 февруари 1730, Вартенберг, Силезия), дъщеря на граф Фердинанд Кристиан фон Липе-Детмолд (1668 – 1724) и бургграфиня и графиня Хенриета Урсула фон Дона (1663 – 1712). Те имат един син:
- Фридрих Александер Фердинанд фон Дона-Шлобитен (* 19 ноември 1724, Кьонигсберг; † 21 февруари 1775, Кранцин), женен на 5 юни 1753 г. в Шулценхаген за Ернестина София фон Фрорайх (* 2 юни 1719; † 1759, Драмбург); нямат деца.

Втори брак: на 3 декември 1730 г. в Нойвид се жени за графиня Доротея София фон Золмс-Браунфелс (* 9 април 1699, Хунген; † 15 ноември 1733, Данциг), дъщеря на граф Вилхелм Мориц фон Золмс-Грайфенщайн-Браунфелс (1651 – 1724) и лангдрафиня Магдалена София фон Хесен-Хомбург (1660 – 1720). Те имат две мъртви деца.
Трети брак: на 11 август 1736 г. в Кьонигсберг се жени за принцеса София Хенриета фон Шлезвиг-Холщайн-Зондербург-Бек (* 18 декември 1698, Минден; † 9 януари 1768, Кьонигсберг), дъщеря на Фридрих Лудвиг фон Шлезвиг-Холщайн-Зондербург-Бек и Луиза Шарлота фон Шлезвиг-Холщайн-Зондербург-Августенбург. Те имат една дъщеря:
- Фридерика Шарлота Антония Амалия фон Дона-Шлобитен-Лайстенау (* 3 юли 1738, Кьонигсберг; † 21 април 1786, Волде, Мекленбург), омъжена I. на 30 май 1754 г. за първия си братовчед херцог Карл Антон Август фон Шлезвиг-Холщайн-Зондербург-Бек (* 10 август 1727; † 12 септември 1759), II. на 21 май 1777 г. за граф Фридрих Детлев фон Молтке (* 28 август 1750; † 2 септември 1825)